# بخش بهمن صغاد
بخش بهمن صغاد نام بخشی در شهرستان آباده در استان فارس ایران است که در تاریخ ۹۸/۷/۱۵ از ترکیب دهستان‌های خسروشیرین و بهمن تشکیل شد. مرکز این بخش شهر صغاد است.

## تقسیمات کشوری
- بخش بهمن صغاد
- دهستانها:
  - دهستان خسروشیرین
  - دهستان بهمن
- شهرها:
  - صغاد
  - بهمن

## جمعیت
جمعیت این بخش طبق سرشماری سال۱۳۹۵ برابر ۲۴۸۸۵ نفر بوده‌است.

## ی وابسته
- فهرست بخش‌های ایران
  - شهرستان آباده